# Stadion Dziesięciolecia
L'Stadion Dziesięciolecia (en català: Estadi del 10è Aniversari) fou un dels estadis de futbol més grans de Varsòvia i de Polònia. Durant la República Popular de Polònia fou un dels llocs amb més publicitat i seu principal de les festivitats de l'Estat. Durant la dècada dels 80 l'estadi estava ja en mal estat i no van poder recaptar-se fons per renovar-lo.
Després del 1989 fou utilitzat sobretot com un basar anomenat Jarmark Europa, i era conegut com un lloc on es podia comprar tota mena de productes il·legals, com software pirata. El setembre de 2008 van començar a enderrocar-lo i a construir-hi l'Estadi Nacional de Polònia, estadi seu del Campionat d'Europa de futbol 2012.

## Història
El 1953 l'Associació d'Arquitectes Polonesos va obrir un concurs anomenat "Estadi Olímpic per a la ciutat de Varsòvia". El va guanyar l'equip de Jerzy Hryniewiecki, Zbigniew Ihnatowicz i Jerzy Sołtan, i el mateix any va començar-ne la construcció. Fou construït principalment amb els enderrocs dels edificis destruïts durant la Sublevació de Varsòvia de 1944.

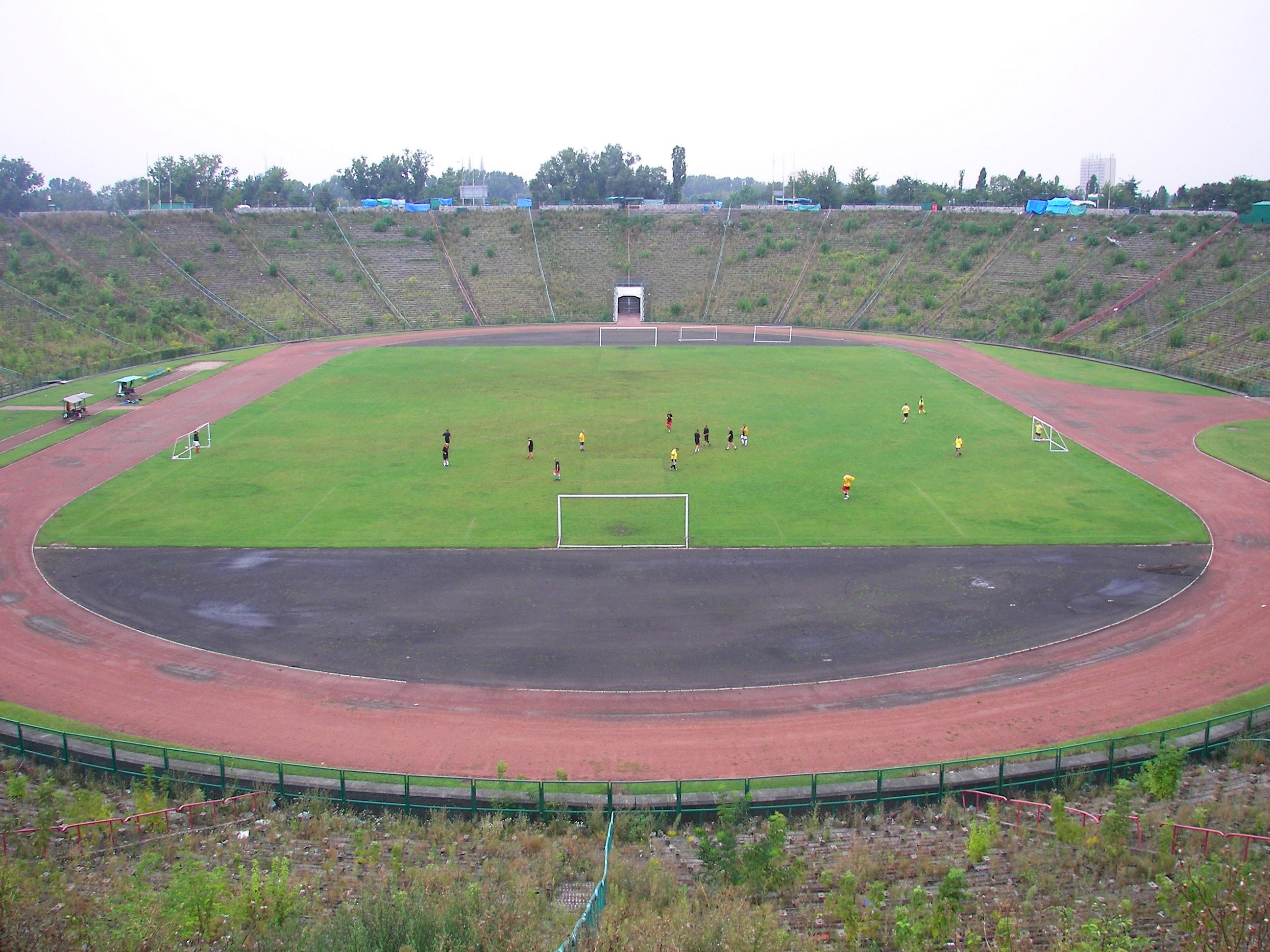
Stadion Dziesięciolecia de Varsòvia.

El projecte consistia en la construcció d'un estadi olímpic obert en forma d'òval, en què hi havia d'haver un camp de futbol i una pista d'atletisme de 400m. En teoria les grades amb bancs de fusta tenien capacitat per a 71.008 persones, però durant grans festivals n'hi podien caber més de 100.000. A més a més, l'estadi estava equipat amb un camp d'entrenament, un petit colosseu, un aparcament per a 900 vehicles, un parc i una estació de bus i de tren.
Poc temps després de la inauguració va esdevenir l'estadi nacional de Polònia, fou l'escenari dels partits internacionals de futbol i de les competicions d'atletisme més importants, gales del partit comunista, concerts i festivals commemoratius. El 1968 fou el lloc de l'auto-immolació de Ryszard Siwiec en protesta de la invasió de Txecoslovàquia durant un festival de propaganda.
El 1983, a causa de problemes tècnics, l'estadi fou abandonat. El 1989 fou posat en renda per la ciutat de Varsòvia a una companyia que va convertir l'estadi en un mercat a l'aire lliure anomenat Jarmark Europa. Amb més de 5.000 comerciants (i molts d'altres sense registrar) era la instal·lació més gran d'aquest tipus a Polònia.

## Imatges

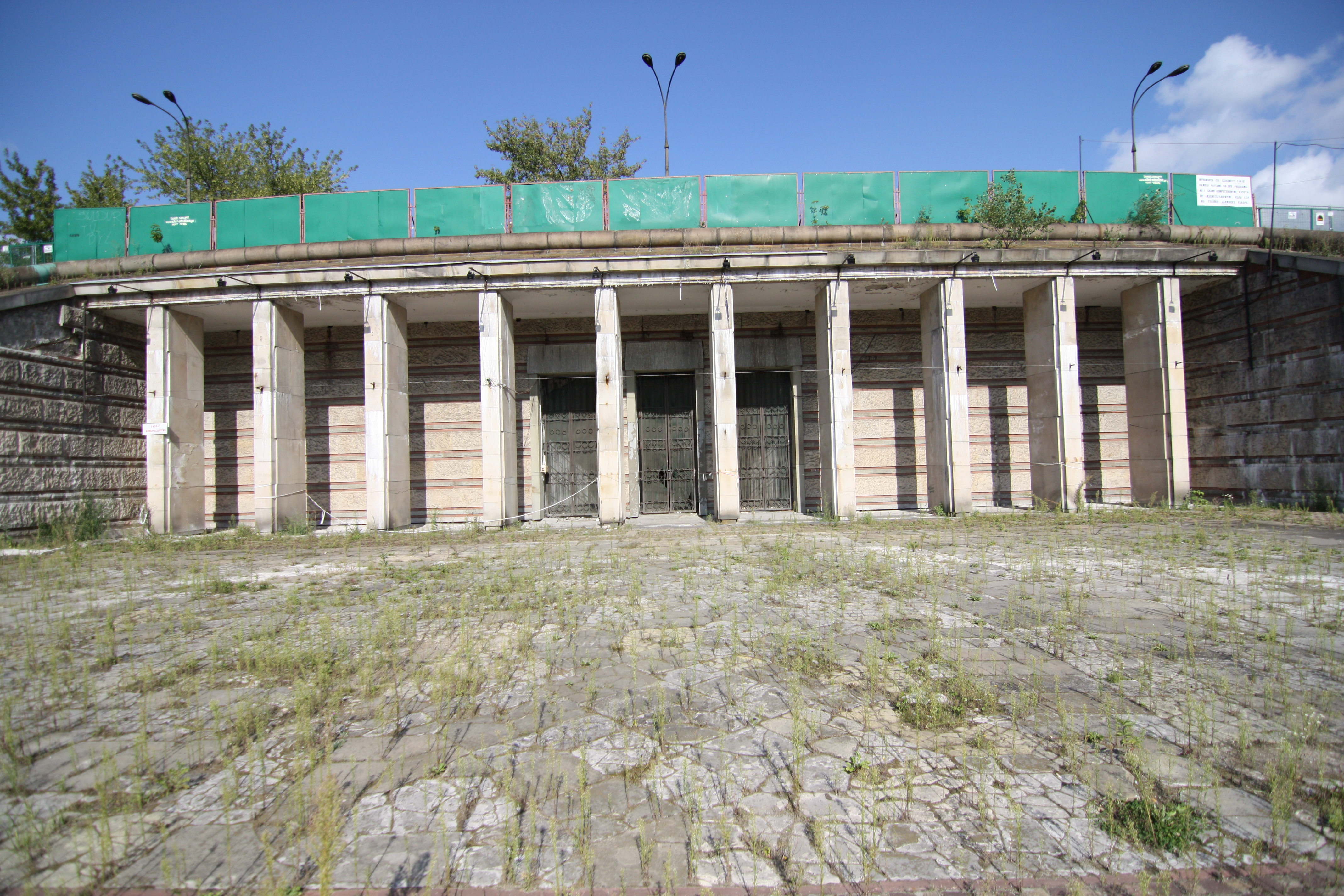
Entrada de l'estadi.
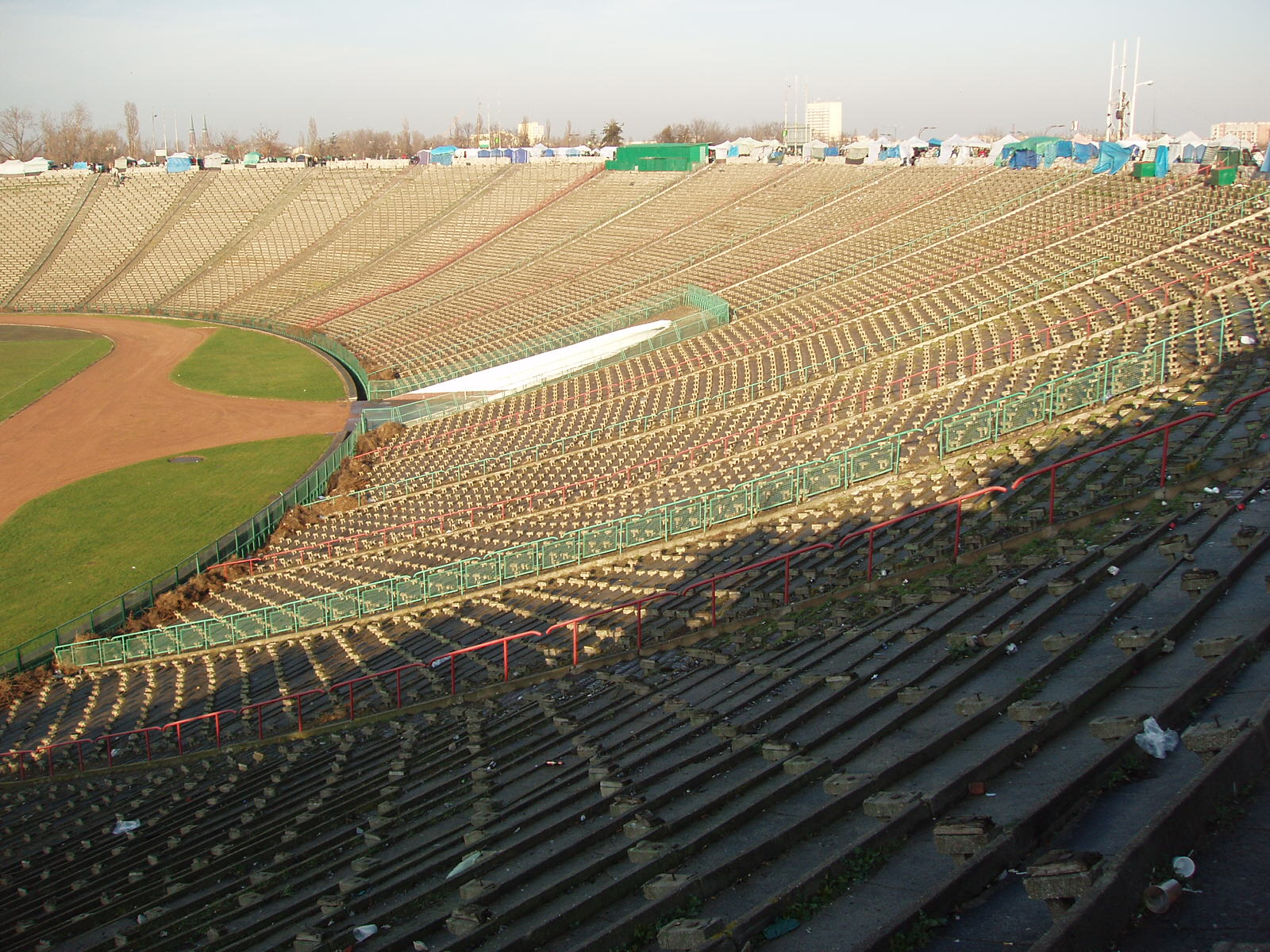
Grades abandonades del vell estadi.
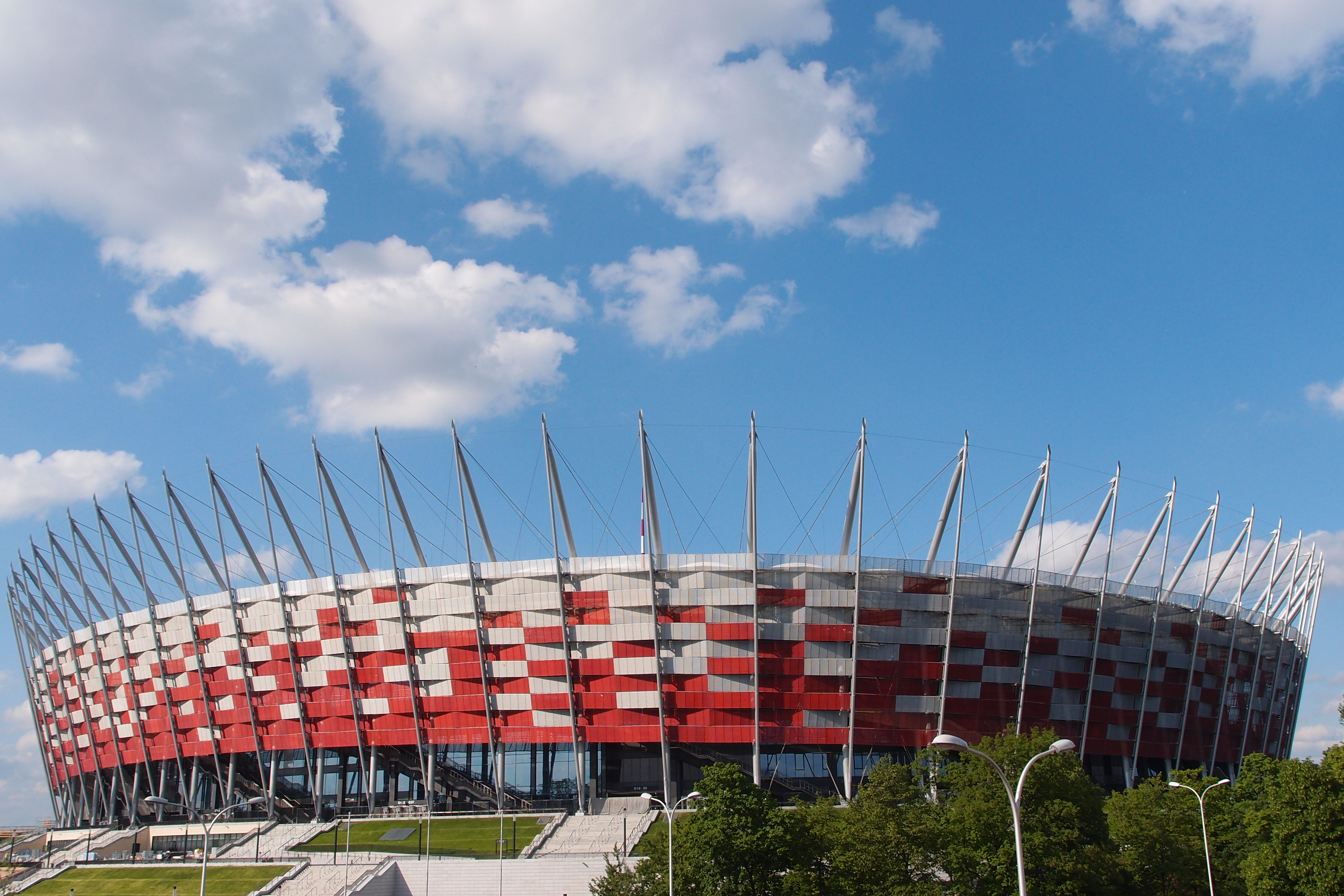
Façana exterior de l'Estadi Nacional de Polònia, construït a l'emplaçament de l'Stadion Dziesięciolecia després que fos enderrocat.